# Samsung Star II
Samsung S5260 Star II — телефон з фірмовим інтерфейсом TouchWiz 3.0 і простим функціоналом. 
Samsung Star II оснащений встановленими додатками , оптимізованими спеціально під конкретну мережу. Він має додатки для Facebook , Twitter , GTalk і  інших месенджерів . Samsung Star II має сучасне технічне оснащення , повністю відповідне популярним користувацьким перевагам. Телефон
дозволяє робити знімки на вбудовану 3,2 -мегапіксельну камеру , які 
потім можна переглядати на якісному 3 " WQVGA екрані. А 
підключившись до мережі за допомогою Wi-Fi , користувачі зможуть 
поділитися знімками зі своїми друзями.

## Комплектація
- Акумулятор
- Зарядний пристрій
- USB кабель
- Інструкція